# Пань Ханьнянь
Пань Ханьня́нь (кит. 潘汉年, пиньинь Pān Hànnián, 18 января 1906 — 14 апреля 1977) — видный деятель Коммунистической партии Китая (КПК).

## Биография
Родился в 1906 году в деревне Лопин волости Гуйцин уезда Исин провинции Цзянсу, происходил из образованной семьи. Получил хорошее образование, в 1925 году перебрался в Шанхай, где стал журналистом левого толка. В 1926 году по приглашению Го Можо перебрался в Наньчан, где вступил в компартию и возглавил отдел пропаганды НРА. После разрыва между компартией и гоминьданом вернулся в Шанхай (административно входивший тогда в состав провинции Цзянсу), и стал членом Шанхайской рабочей группы по культуре партийного комитета провинции Цзянсу. В 1928 году стал секретарём комитета по культурной работе Отдела пропаганды ЦК КПК. Когда в 1930 году была создана Лига левых писателей Китая — стал её секретарём.
В мае 1931 года Пань Ханьнянь был переведён в Особый отдел ЦК КПК и стал исполнять обязанности заведующего вторым сектором сбора информации, полностью переключившись на подпольную деятельность. В 1933—1934 годах принял участие в попытке создания советского правительства провинции Фуцзянь, после её провала был вынужден бежать в Гонконг. Принял участие в начальном этапе Великого похода, но после второй переправы через Чишуй вернулся в Шанхай. В августе 1935 года вместе с Чэнь Юнем через Владивосток выехал в Москву, где присутствовал на переговорах между военным атташе Китая в Москве Дэн Вэньи (доверенным лицом Чан Кайши) и главой делегации КПК в Исполкоме Коминтерна Ван Мином. В 1936 году в качестве представителя Исполкома Коминтерна и ЦК КПК негласно прибыл в Шанхай для встреч с представителем нанкинского правительства, министром иностранных дел генералом Чжан Цюнем. После этого Пань Ханьнянь встречался в Нанкине с Чэнь Лифу, передавшим компартии четыре условия прекращения гражданской войны. В октябре 1936 года Пань Ханьнянь отправился вместо Чжоу Эньлая в Сиань для очередных переговоров с гоминьданом, а в ноябре опять вёл в Шанхае переговоры с Чэнь Лифу. После Сианьского инцидента участвовал в переговорах о создании Объединённого фронта.
После того, как Шанхай был захвачен японцами, Пань Ханьнянь бежал в Гонконг, а оттуда в 1938 году перебрался в Яньань, где стал заместителем начальника Общественный отдела ЦК КПК (этот отдел занимался разведкой и контрразведкой). В 1939 году вновь отправился в Гонконг, где занялся пропагандистской деятельностью.
В 1945 году вернулся в Яньань, где вновь стал работать в Общественном отделе ЦК КПК. В 1946 году отправился в Нанкин, где стал работать в представительстве компартии, а затем снова перебрался в Гонконг.
После образования КНР стал заместителем мэра Шанхая. В 1955 году был арестован по обвинению в сотрудничестве с режимом Ван Цзинвэя и японцами во время войны. В 1977 году умер в тюрьме. Посмертно был реабилитирован.